# فدراسیون تکواندو جمهوری اسلامی ایران
فدراسیون تکواندو ایران نهادی است که برای اداره امور مربوط به ورزش تکواندو در ایران در سال ۱۳۶۳ (خورشیدی) به ریاست سید مصطفی صفوی تأسیس شد و هم‌اکنون رئیس این فدراسیون هادی ساعی می‌باشد.

## تاریخچه (پیش از تشکیل فدراسیون)
در سال 1976انجمن تکواندو نیروهای مسلح (قبل از انقلاب) رسماً فعالیت خود را آغاز کرد. از جمله اقدامات این انجمن می‌توان به موارد زیر اشاره کرد:
- شرکت تیم تکواندو نیروی مخصوص (چتر بازان) در دومین دوره مسابقات جهانی تکواندو در اکتبر ۱۹۷۵ و کسب اولین مدال برنز توسط حسین ربیع‌زاده در وزن چهارم
- شرکت تیم تکواندو نیروی مخصوص در مسابقات ملبورن استرالیا (۱۹۷۷)
- شرکت اولین تیم ملی تکواندو ایران در سومین مسابقات آسیایی تکواندو در هنگ کنگ (۱۹۷۸) و کسب مقام سومی آسیا
- شرکت تیم ملی در چهارمین دوره مسابقات جهانی تکواندو در آلمان

در بین سال‌های ۱۳۵۷ تا ۱۳۶۳ فعالیت تکواندو در قالب یکی از سه انجمن عضو فدراسیون ورزشهای رزمی به ریاست آقای مهرآیین شکل گرفت.

## رؤسای فدراسیون
- سید مصطفی صفوی (۱۳۶۸–۱۳۶۳)
- محمد قمی (۱۳۷۳–۱۳۶۹)
- سید مصطفی صفوی (بار دوم) (۱۳۷۵–۱۳۷۳)
- مختار کلانتری (۱۳۷۹–۱۳۷۵)
- سید محمد پولادگر (۱۴۰۰–۱۳۷۹)
- هادی ساعی (۱۴۰۰-اکنون)

## سال‌های اقتدار تکواندو ایران در جهان
دهه هشتاد را می‌توان سالهای اقتدار تکواندو ایران دانست و دستاوردهای زیر گواه این مدعاست:
- کسب دو مدال طلا، یک نقره و دو برنز در بازیهای المپیک سال ۲۰۰۰ تا ۲۰۱۲
- کسب عنوان قهرمانی مسابقات جام جهانی در سال ۲۰۰۰ و ۲۰۱۰
- کسب عنوان نائب قهرمانی در هفت دوره مسابقات جام جهانی
- کسب عنوان نائب قهرمانی در شش دوره مسابقات قهرمانی جهان
- کسب عنوان قهرمانی جهان در سال ۲۰۱۱
- کسب عنوان نائب قهرمانی در پنج دوره مسابقات قهرمانی آسیا
- کسب عنوان قهرمانی در مسابقات قهرمانی آسیا سالهای ۲۰۰۸ و ۲۰۱۰
- کسب عنوان نائب قهرمانی درچهار دوره بازیهای آسیایی
- کسب عنوان قهرمانی در دو دوره مسابقات دانشجویان جهان و المپیک
- کسب عنوان نائب قهرمانی در چهار دوره مسابقات دانشجویان جهان و المپیک
- کسب عنوان نائب قهرمانی در چهار دوره مسابقات جهانی پومسه
- کسب اولین سهمیه المپیک برای شرکت نخستین بانوان تکواندوکار ایرانی در مسابقات المپیک ۲۰۰۸ پکن توسط سارا خوش‌جمال فکری و ۲۰۱۲ لندن توسط سوسن حاجی پور
- انتصاب شش نفر از مسئولان فدراسیون تکواندو جمهوری اسلامی ایران در اتحادیه تکواندو آسیا و از جمله انتخاب آقای سید محمد پولادگر به عنوان نائب رئیس اتحادیه تکواندو آسیا و نائب رئیس کمیته اقتصادی آسیا و رئیس اتحادیه غرب آسیا

سال 1402 نیز نوجوانان افتخار آفریدند:
- راه یابی عرفان فتحی شهری، نوجوان تکواندو کار ایرانی به مسابقات جهانی تکواندو

فتحی در دی ماه 1403 برای مسابقات به کشور ژاپن مهاجرت می کند.
طبق مصاحبه 15 آبان، او به همراه 4 نفر در این مسابقات شرکت خواهد کرد.
نفر اول علیرضا محمودی مربی، دوم میثم صادقی کادر فنی تیم، و دو نفر دیگر به احتمال زیاد آقایان ابوالفضل چاحوضی و امیرمحمد یوسفی هستند.

## افتخارات فدراسیون
- انتخاب به عنوان فدراسیون نمونه کشور در سالهای ۱۳۸۲ و ۱۳۸۴
- انتخاب به عنوان فدراسیون برتر در سال ۱۳۸۳ و ۱۳۸۶
- انتخاب به عنوان فدراسیون برتر در سال ۱۳۸۵ توسط سازمان تربیت بدنی
- انتخاب به عنوان فدراسیون برتر از سوی کمیته ملی المپیک و سازمان تربیت بدنی در سال ۱۳۸۴
- اخذ گواهینامه ایزو ۹۰۰۱ توسط فدراسیون تکواندو برای اولین بار در بین فدراسیون‌های ورزشی

## فعالیت علمی
برگزاری کلاس در مقطع کاردانی در دانشگاه جامع علمی کاربردی و ارائه مجوز برای مقطع کارشناسی همان دانشگاه از فعالیت‌های علمی این فدراسیون می‌باشد. کمیته پژوهش و تحقیقات فدراسیون تکواندو از سال ۱۳۹۴ به دستور رئیس فدراسیون راه اندازی شد.